# Музей изобразительного искусства имени Дзанабадзара
Музей изобразительного искусства имени Дзанабадзара (монг. Г. Занабазарын нэрэмжит Дурслэх урлагийн музей) — художественный музей в столице Монголии Улан-Баторе.

## История
31 марта 1965 года 87-м постановлением Совета министров в столице МНР был образован Музей изобразительных искусств. 23 июля 1966 года в фонды музея было передано 350 экспонатов. В 1985 году, по случаю 350-летнего юбилея Дзанабадзара, музей был переименован в его честь. В период с 1966 по 1989 год выставки музея прошли в Москве, Ленинграде, Киеве, Ташкенте, Баку, Улан-Удэ, Софии, Братиславе, Будапеште, Эрфурте. В 1989 году из музея была выделена Художественная галерея, в 1991 — Монгольский театральный музей.
В 1994 году впервые прошла крупная западноевропейская выставка «Монгольские сокровища» в парижском Музее восточных искусств, позже — в Нидерландах, США, Корее, КНР, Германии, Испании и Японии. В 1996—2007 годах, согласно правительственным постановлениям, более 200 экспонатов получили статус уникальных (хосгүй үнэт үзмэр).

## Здание музея
Здание, в котором располагается музей, было построено в 1905 году и является одним из первых двухэтажных построек русского типа, возведённых в Урге. Первоначально здание принадлежало построившему его русскому купцу, затем с 1920 года — китайскому банку, с 1921 года было отдано под штаб советского военного контингента, с 1931-го стало Государственным универмагом, в 1961-м в нём расположился Союз ремесленников, а в 1966 году в нём был организован Музей изобразительных искусств.

## Экспозиции
В настоящее время в 4 фондах музея хранится более 18 тыс. экспонатов. Действует 11 постоянных выставок в 11 залах:
- Зал Дзанабадзара
- Зал цама
- Зал раннесредневекового искусства
- Зал мандал-лойлинг
- Зал новых археологических находок
- Зал религиозной живописи-танка
- Зал народного искусства
- Зал аппликации
- Зал живописи монгол зураг
- Зал монголо-тибетского книгопечатания